# Prosper (Yop la boum)
Pour les articles homonymes, voir Prosper.
Prosper (Yop la boum) est une chanson composée en 1935 par Vincent Scotto, sur des paroles de Géo Koger et Vincent Telly, interprétée par Maurice Chevalier.

## Prosper
La chanson relate, sur un ton à la fois humoristique et complaisant, les activités du « grand Prosper », proxénète dont la « petite entreprise » est florissante.
Elle fut également interprétée par l'acteur et chanteur Andrex cette même année 1935.
Elle a inspiré la chanson de la publicité du même nom des années 1980 : « Prosper, youpla boum, c'est le roi du pain d'épice ».